# مارجوري هاريس كار
مارجوري هاريس كار (بالإنجليزية: Marjorie Harris Carr)‏ هي عالمة بيئة أمريكية، ولدت في 26 مارس 1915 في بوسطن في الولايات المتحدة، وتوفيت في 10 أكتوبر 1998.